# ریکا مایاما
ریکا مایاما (انگلیسی: Rika Mayama؛ زادهٔ ۱۶ دسامبر ۱۹۹۶) بازیگر، آیدل ژاپنی، بازیگر خردسال، صداپیشه، و خواننده اهل ژاپن است. وی از سال ۲۰۰۹ میلادی تاکنون مشغول فعالیت بوده‌است.